# Кабеса-дель-Буей
Кабеса-дель-Буей (ісп. Cabeza del Buey) — муніципалітет в Іспанії, у складі автономної спільноти Естремадура, у провінції Бадахос. Населення — 5395 осіб (2010).
Муніципалітет розташований на відстані близько 230 км на південний захід від Мадрида, 150 км на схід від Бадахоса.
На території муніципалітету розташовані такі населені пункти: (дані про населення за 2010 рік)
- Альморчон: 32 особи
- Кабеса-дель-Буей: 5363 особи

## Демографія
Динаміка населення (INE ):